# Jean-Esther van Gobseck
Jean-Esther van Gobseck est un personnage de fiction de La Comédie humaine d'Honoré de Balzac.
Né en 1740, à Anvers, d’une mère juive et d’un père hollandais, il embarque comme mousse à l’âge de dix ans. Exerçant les métiers les plus divers, il rencontre certains personnages importants, dont le célèbre corsaire, Victor Hugues. L’entassement de l’or devient sa passion lorsqu’il regagne Paris. Les banquiers le respectent et le craignent. Il est au centre de nombreuses intrigues où sont mêlés Maxime de Trailles et Anastasie de Restaud. C’est parmi sa clientèle que maître Derville rencontre sa future épouse. Jean-Joachim Goriot lui règle un billet émis par sa fille Anastasie.
Il est l'oncle de Sarah Gobseck, surnommée « la Belle Hollandaise », prostituée dans La Cousine Bette. Il meurt en 1830 dans un sordide réduit alors qu’il est immensément riche, et lègue à la fille de Sarah, Esther, un héritage considérable dans Splendeurs et misères des courtisanes. Mais Esther se suicide avant d'être avertie.

## Romans dans lesquels le personnage apparaît
Ce personnage récurrent de La Comédie humaine apparait dans de nombreuses œuvres :
- Gobseck[1]
- Les Employés ou la Femme supérieure
- Histoire de la grandeur et de la décadence de César Birotteau
- Splendeurs et misères des courtisanes
- Le Père Goriot
- Ursule Mirouët
- Le Cousin Pons
- Illusions perdues
- L'Interdiction
- Le Contrat de mariage
- Le Député d'Arcis
- Les Comédiens sans le savoir
- Les Paysans
- Les Petits Bourgeois